# Anaconda Fútbol Club
Anaconda Fútbol Club es un equipo de fútbol profesional de la ciudad de La Joya de los Sachas, provincia de Orellana, Ecuador. Fue fundado el 16 de octubre de 2008. Actualmente juega en la Segunda Categoría del fútbol ecuatoriano.
Está afiliado a la Asociación de Fútbol Profesional de Orellana.

## Historia
El club fue fundado el 16 de octubre de 2008 con la intención de promover el deporte entre los jóvenes en la provincia amazónica de Orellana, desde esa temporada participa en los torneos de Segunda Categoría profesional, es uno de los equipos más representativos de la Amazonía ecuatoriana, también es el principal equipo de la provincia al ser el que genera más expectativa entre los aficionados. Su directiva está conformada por su Presidente, el Sr. Julio Fredy Salazar Atiense, primer vocal, el Sr. Javier Gerardo Paguay López, el secretario el Sr. Willinton René Cuarán Erazo, el tesorero, Sr. José Climaco Vega Vinces.
En la temporada 2011 tras quedar subcampeón del torneo provincial de Orellana tiene su primera participación en los zonales de ascenso organizados por la FEF, en aquel entonces estuvo en el grupo D de la zona 2 con New Star de Tena, Caribe Junior de Lago Agrio, Cumandá de Puyo y Deportivo Oriente de Macas, en un grupo netamente formado por equipos amazónicos, terminó en el cuarto lugar con 10 puntos, obtuvo 3 victorias, 1 empate y 3 derrotas, marcó 8 goles y recibió 9, así concluyó su primera participación.
En el 2012 consiguió su primer título en su historia, fue el del campeonato provincial de ese año, en los zonales compartió la zona 2 grupo B con Cumandá de Puyo y Unión Manabita de Lago Agrio, con facilidad pasó por encima de sus rivales y ganó los 4 partidos que disputó, marcó 14 goles y recibió 3, el puntaje ideal le permitió avanzar a la siguiente fase, en el hexagonal final por el ascenso a la Serie B estuvo en el grupo A con Aucas y Cuniburo de Quito, Pilahuin Tío de Ibarra, Águilas de Santo Domingo de los Colorados y Estudiantes de Cuenca, al final el equipo ex-petrolero se hizo con el primer lugar mientras que Ananconda FC quedó en el último con 2 puntos obtenidos en 9 partidos jugados, 2 empates y 7 derrotas, 4 goles a favor y 17 en contra.
En el 2013 repite el título provincial y como bicampeón clasificó a los zonales de ascenso, estuvo en la zona grupo B con Deportivo Sucúa, Deportivo Oriental de Lago Agrio, Deportivo Puyo y Malta Shungo de Tena, tras una buena actuación finaliza primero con 21 puntos en 8 partidos jugados a merced de 7 ganados y 1 perdido, marcó 24 goles y recibió 7, en la siguiente fase que fue el hexagonal final estuvo en el grupo A con Delfín de Manta, Patria de Guayas, F.C. U.I.D.E. de Quito, Fuerza Amarilla de Machala y Pilahuin Tío de Ibarra, el cetáceo logró el ascenso y Anaconda quedó con 4 puntos en 10 partidos jugados, 1 victoria, 1 empate y 8 derrotas, marcando 5 goles y recibiendo 24.
En el 2014 llegó el tricampeonato provincial y otra vez los zonales, estuvo en la zona 1 grupo B con Clan Juvenil de Sangolquí, Atlético Tulcán, 2 de Marzo de Cotacachi y Chicos Malos de Lago Agrio, el dominio oriental se volvió a hacer presente en esta instancia, terminó primero con 21 puntos, 7 victorias y 1 derrota, 39 goles a favor y 8 en contra, en el hexagonal semifinal estuvo en el grupo B con Fuerza Amarilla, Clan Juvenil, 5 de Julio de Portoviejo, Venecia de Babahoyo y León Carr de Pelileo, el sueño de ascenso para Anaconda llegó a su fin en esta etapa tras terminar en el cuarto lugar con 15 puntos debido a 5 victorias y 5 derrotas, anotó 14 goles y recibió 10.
El cuarto título provincial consecutivo llegó en el torneo 2015, en los zonales compartió el grupo A de la zona 1 con Deportivo Otavalo, Los Loros de Sangolquí, Atlético Tulcán y Caribe Junior, el sueño de ascender terminó tempranamente, quedó en segundo lugar tras conseguir 16 puntos, 5 victorias, 1 empate y 2 derrotas, anotó 22 goles y recibió 10, duro golpe para un club que en los últimos años se acostumbró a jugar instancias finales de los zonales. 
En el 2016 obtuvo el quinto título provincial consecutivo, siendo récord en la provincia, en los zonales estuvo en la zona 1 con Deportivo Otavalo, América de Quito, Pelileo Sporting Club, Atlético Tulcán y Caribe Junior, de nuevo el anhelado ascenso llegaba a su fin tempranamente tras quedar cuarto con 12 puntos, 4 victorias, 4 derrotas, 20 goles a favor, 11 en contra.
El año 2017 fue irregular para el equipo, quedó subcampeón del torneo provincial y no clasificó a los zonales, en el 2018 volvió a la gloria quedando campeón y consiguiendo su sexto título en su historia, en los zonales estuvo en la zona 4 con Alianza Cotopaxi, Cumbayá FC de Quito y Leones del Norte de Atuntaqui, finalizó en el tercer lugar del grupo con 5 puntos tras 5 empates y 1 derrota, 4 goles a favor y 5 en contra, el torneo llegaba a su final.
La temporada 2018 es histórica para el club debido a la participación en la Copa Ecuador 2018-19, en su calidad de campeón provincial, Anaconda comenzó su camino en la naciente Copa ante el Club Deportivo Espoli de Quito, llave válida por la primera fase, en la ida jugada en el Estadio Gilberto Rueda Bedoya de la ciudad de Cayambe el conjunto pichinchano ganó 2-0, el partido de vuelta en casa lo ganó el equipo de Orellana con el marcador de 0-2, en los penales avanzó de fase el Club Anaconda tras ganar 4-3; en la segunda fase enfrentó al equipo de Dunamis TCE de Tulcán, en el partido de ida disputado en el Estadio Julio César Vega Vinces ganó 3-1, en la vuelta se produjo el marcador favorable a los amazónicos de 2-1, en el global avanzó de fase Anaconda tras ganar 5-2. El 2 de abril de 2019 se realizó el sorteo de los 16avos de final, de manera histórica para el club fue emparejado con el tradicional equipo del fútbol ecuatoriano Club Deportivo El Nacional, la ida se disputará en el Estadio Julio César Vega y la vuelta en el Estadio Olímpico Atahualpa de la capital ecuatoriana.

## Estadio
El Estadio Julio César Vega Vinces es un estadio multiusos. Está ubicado en el cantón de La Joya de los Sachas, provincia de Orellana. Fue inaugurado en el año 2006. Es usado para la práctica del fútbol, tiene capacidad para 1000 espectadores.
Desempeña un importante papel en el fútbol local, ya que los clubes de la zona como Anaconda Fútbol Club y Abuelos Fútbol Club hacen de local en este escenario deportivo, que participan en el Campeonato Provincial de Segunda Categoría de Orellana.
El nombre del estadio es en honor a un destacado concejal del cantón Joya de los Sachas que luchó por el desarrollo del cantón, además es sede de distintos eventos deportivos a nivel local, ya que también es usado para los campeonatos escolares de fútbol que se desarrollan en el cantón en las distintas categorías, también puede ser usado para eventos culturales, artísticos, musicales de la localidad.

## Jugadores

### Plantilla 2022
- Última actualización: 24 de abril de 2022[18]

## Datos del club
- Temporadas en Segunda Categoría: 13 (2010-2021, 2023)
- Mayor goleada conseguida: 
  - En campeonatos nacionales: 23 a 0 a Abuelos Fútbol Club.
- Mayor goleada encajada: 
  - En campeonatos nacionales: 0 a 5 ante Delfín Sporting Club.
- Máximo goleador:
- Mejor puesto en la liga: Primer lugar
- Peor puesto en la liga: Sexto lugar
- Primer partido en campeonatos nacionales:

## Palmarés

### Torneos nacionales
| Competición                        | Títulos | Subcampeonatos |
| ---------------------------------- | ------- | -------------- |
| Segunda Categoría de Ecuador (0/0) |         |                |

### Torneos provinciales
| Competición                         | Títulos                            | Subcampeonatos   |
| ----------------------------------- | ---------------------------------- | ---------------- |
| Segunda Categoría de Orellana (6/3) | 2012, 2013, 2014, 2015, 2016, 2018 | 2011, 2017, 2023 |